# USS Newton (ID-4306)
USS Newton (ID-4306) później (IX-33) – amerykański okręt szkolny, druga jednostka United States Navy nosząca tę nazwę.
"Newton" został zbudowany w 1919 przez firmę L. H. Shattuck, Inc. w Portsmouth. Został nabyty przez Marynarkę od U.S. Shipping Board 2 października 1922. Przygotowany do służby w ramach Naval Militia stanu New Jersey służył jako okręt szkoleniowy w rejonie Jersey City do II wojny światowej.
Wprowadzony do listy okrętów floty jako unclassified ship tak występował przez większość okresu służby. 17 lutego 1941 otrzymał oznaczenie IX-33. 13 maja 1943 został przekazany do Armed Guard Center w Brooklynie. Umieszczony w służbie 22 listopada 1944 został przydzielony do New York Navy Yard do czasu wycofania ze służby 14 listopada 1945.
Skreślony z listy okrętów floty 8 stycznia 1946 został zatopiony na rzece Hudson tego samego miesiąca. Jego kadłub został sprzedany 12 września 1946.